# Leury García
Leury García (Villa González, Santiago de los caballeros, 18 de marzo de 1991) es un jugador dominicano de béisbol profesional jugador de utilidad para los Medias Blancas de Chicago de las Grandes Ligas. Hizo su debut en la MLB con los Texas Rangers el 6 de abril de 2013. Aunque se usa principalmente como infielder y jardinero central, García tiene experiencia en todas las posiciones excepto en el receptor y en la primera base.
Los Texas Rangers firmaron a García como agente libre internacional en diciembre de 2007, luego de que participara en pruebas en República Dominicana. Jugó en la Liga de Arizona de nivel novato para los Rangers de la Liga de Arizona en 2008.

## Carrera profesional
García jugó para los Hickory Crawdads de la Clase A South Atlantic League en 2009 y 2010, robando 47 bases en 56 intentos durante la temporada 2010. Fue ascendido a los Myrtle Beach Pelicans de la Clase A-Advanced Carolina League en 2011. Fue elegido Jugador del Mes de la Liga de Carolina en junio de 2011, en el que bateó 38 de 111 (promedio de bateo de .342 ), liderando la liga con 22 carreras , 38 hits , 51 bases totales y 10 bases robadas. Fue asignado a jugar para elFrisco RoughRiders de la Clase AA Texas League para la temporada 2012. Después de batear .292 con 12 dobles , 11 triples , dos jonrones , 30 carreras impulsadas y 31 bases robadas en 100 juegos para Frisco, los Rangers agregaron a García a su lista de 40 hombres después de la temporada 2012 para protegerlo. de ser seleccionado por otro equipo en la Rule 5 Draft.

### Texas Rangers
García jugó para el equipo nacional de béisbol de República Dominicana en el Clásico Mundial de Béisbol 2013. Pasó la mayoría de los partidos sin jugar, pero observando a los torpederos veteranos Miguel Tejada y José Reyes. Hizo la lista de los Rangers para el Día Inaugural de la temporada 2013 como jugador de cuadro de utilidad. Hizo su debut en las Grandes Ligas el 6 de abril como bateador emergente de Lance Berkman, ponchando en su primer turno al bate. Fue enviado al Triple-A Round Rock Express el 14 de junio de 2013 cuandoIan Kinsler regresó de la lista de lesionados.

### Chicago White Sox
El 11 de agosto de 2013, García fue traspasado a los Medias Blancas de Chicago como el jugador a ser nombrado más adelante en el intercambio que envió a Alex Ríos a los Rangers de Texas . Luego fue enviado a los Charlotte Knights de Triple-A. Los White Sox promovieron a García el 22 de agosto. En 20 juegos con Chicago en 2013, bateó .204 con 1 RBI y 6 SB.
Con Gordon Beckham y Jeff Keppinger lesionados al comenzar la temporada, García entró en el roster del Día Inaugural en 2014. El 16 de abril, García hizo su primera aparición en el montículo, trabajando la 14.ª entrada en un juego contra Boston. Permitió 2 carreras en 2 bases por bolas y un doble, recogiendo la derrota. El 4 de junio, García conectó su primer jonrón en las Grandes Ligas, un tiro en solitario de la ventaja ante el abridor de los Dodgers, Josh Beckett.
En 2019 bateó .279 / .310 / .378, y encabezó la Liga Americana en la bola de tierra porcentaje (54,9%), mientras que la más baja fly porcentaje en la Liga Americana (23,6%). También lideró la Liga Americana con 11 hits de sacrificio.
García apareció en 16 juegos en 2020 antes de lesionarse el pulgar izquierdo después de que intentó vencer un tiro a primera base con un deslizamiento de cabeza en un juego contra los Tigres de Detroit que requirió cirugía para terminar su temporada regular 2020. Pudo regresar a tiempo para la postemporada. Hizo su debut en postemporada en el juego 1 de la Serie Wild Card contra los Oakland Athletics.

## Vida personal
García tiene tres hermanas que viven en Santiago de los Caballeros.